# Lucien Descaves
Lucien Descaves (ur. 19 marca 1861 w Montrouge, zm. 6 września 1949 w Paryżu) – francuski pisarz.
Pisał powieści antymilitarystyczne, dramaty i pamiętniki. Rozgłos przyniosła mu powieść Le Sous-Offs (1889), która wywołała skandal. Opowiadała ona tragiczną historię młodego podoficera, którego surowość świata wojskowego doprowadziła do samobójstwa.